# Tameghza (delegación)
Tameghza es una delegación de la gobernación de Tozeur en Túnez. En abril de 2014 tenía una población censada de 6516 habitantes.
Se encuentra ubicada en el centro-oeste del país, junto al lago salino Chott el Djerid y la frontera con Argelia.